# Salix barrattiana
Salix barrattiana — вид квіткових рослин із родини вербових (Salicaceae).

## Морфологічна характеристика
Рослина 3–15 дм заввишки. Гілки червоно-коричневі, не чи слабо сизі, голі чи ворсинчасті в латках; гілочки червоно-коричневі чи фіолетові, помірно щільні та грубо ворсинчасті. Листки ніжки 4–15 мм; найбільша листкова пластина від вузько до широко-еліптичної, зворотно-ланцетної чи зворотно-яйцюватої форми, 35–95 × 10–29 мм; краї плоскі й цільні, верхівка гостра, опукла чи загострена; абаксіальна поверхня (низ) не сірувата, від помірно до дуже густо-довго-шовковисто-запушеної чи майже голої; адаксіальна — злегка блискуча, рідко ворсинчаста чи дещо запушена до майже голої; молода пластинка іноді затемнена волосками, дуже густо довго шовковиста абаксіально, волоски білі. Сережки квітнуть до появи листя; тичинкова товста чи субокругла, 20–57 × 13–18 мм; маточкова від тонкої до товстої, 28–92(105 у плодах) × 12–19 мм. Коробочка 4.5–6 мм.

## Середовище проживання
Канада (Альберта, Британська Колумбія, Північно-Західна територія); США (Аляска, Монтана, Вайомінг, Юкон). Населяє від вологих до мокрих гравійних балок і терас, береги струмків, чагарникові болота, чагарники та луки, вологу альпійську тундру, часто на вапнякових субстратах; 150–3200 метрів.